# Alessandro Politi (giornalista)

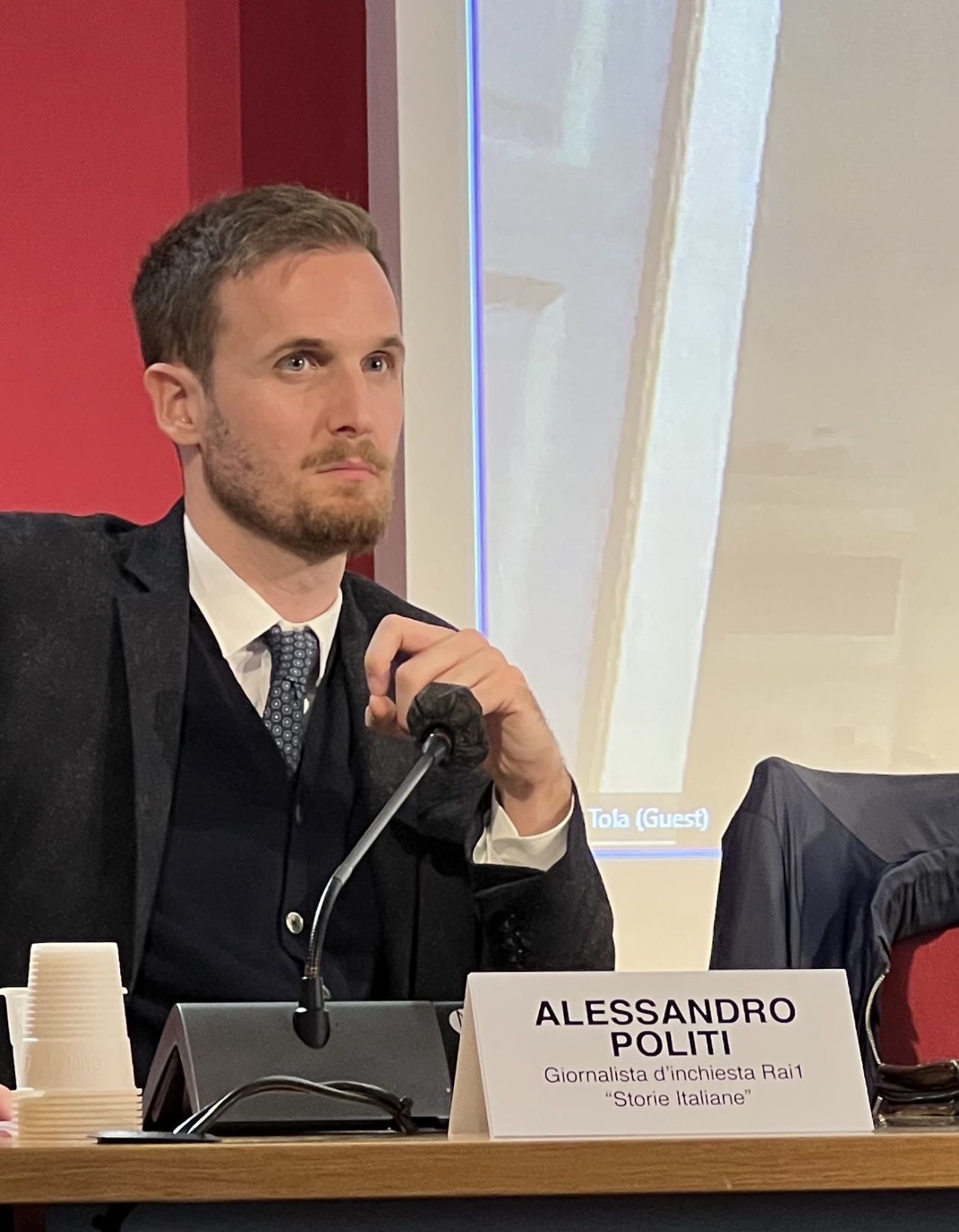
Alessandro Politi relatore alla conferenza "Giustizia e Verità negata" presso Palazzo Reale di Milano

Alessandro Politi (Milano, 13 marzo 1988) è un giornalista e personaggio televisivo italiano.

## Biografia
Nato a Milano nel 1988, si è laureato nel 2013 in Giurisprudenza presso l'Università Carlo Cattaneo, nel 2023 ha conseguito una nuova laurea L14 in Scienze criminologiche forensi e investigative presso l'Università Gugliemo Marconi di Roma e nel luglio 2024 ha ottenuto una terza Laurea Magistrale in Psicologia Cognitivo Comportamentale presso l'Università Giustino Fortunato. Nel 2025 ha conseguito un master universitario di secondo livello in Scienze Criminologiche, Forensi e Investigative, sempre presso l’Università Guglielmo Marconi di Roma, e una nuova laurea magistrale LM85 in Neuroscienze Cognitive e Scienze Pedagogiche. Anche in questi percorsi accademici ha scelto di specializzarsi sul fenomeno delle baby gang, oggetto delle sue tesi e ricerche, analizzandolo sotto molteplici profili: giuridico, criminologico, psicologico, neuroscientifico e socio-educativo. È iscritto all'Ordine dei Giornalisti della Lombardia dal 2007 (elenco Professionisti).
È il primo giornalista italiano ad aver pubblicato, per conto della Fondazione Murialdi e dell’Ordine Nazionale dei Giornalisti, il primo manuale gratuito di giornalismo investigativo e d’inchiesta, rivolto a giornalisti e studenti, disponibile sul sito ufficiale dell’Ordine.Dal 2023 è professore universitario a contratto in giornalismo investigativo presso l’Università degli Studi di Milano, dove dirige il laboratorio di giornalismo investigativo.
Ha iniziato la sua carriera di giornalista nella redazione del settimanale d'informazione Giornale dell'Altomilanese, per poi iniziare a collaborare con il settimanale Oggi e con il Fatto Quotidiano diretto da Peter Gomez, occupandosi principalmente di malasanità, diritti dei cittadini e sociale. Nel 2015 è inviato del programma di Italia 1 Open Space, talkshow condotto da Nadia Toffa dove si occupa di due inchieste relative all'anoressia nel mondo della moda e del "calcio scommesse"; nel dicembre 2015 approda alle Iene con il ruolo di redattore, autore e infiltrato dove collabora con diversi inviati e autori del programma come Matteo Viviani, Giulio Golia, Nadia Toffa, Giorgio Romiti e Marco Fubini.
Nel marzo 2018 debutta come "Iena" con un'inchiesta di 40 minuti relativa al mondo degli steroidi. In questi anni si è occupato di decine di servizi ed inchieste, realizzate inizialmente in veste di autore e redattore, per poi diventare "Iena". "L'omicidio di Denis Bergamini", "La strage della ThyssenKrupp", "La strage di Fucecchio: nazisti impuniti ancora in vita", "L'omicidio di Pompeo Panaro", "Bomb Jammer: Falcone e Borsellino potevano essere salvati?", "Plasma iperimmune come cura per il Covid", "La prima linea della lotta al Coronavirus" (in quest'ultima serie di servizi, ha documentato per mesi dall'interno dell'ospedale di Padova l'avanzare della pandemia). Da settembre 2021 lavora per il programma condotto da Eleonora Daniele Storie italiane in onda su Rai Uno dove si occupa di cronaca nera, realizzando servizi e collegamenti in diretta.
Nel 2023 diventa direttore del corso di Video-giornalismo investigativo per l'Academy de IlGiornale.it con ospiti del calibro di Gianluigi Nuzzi, Davide Parenti, Peter Gomez, Claudio Brachino, Daniele Piervincenzi, Paolo Mondani e Filippo Roma.
Da dicembre 2023 è diventato professore a contratto presso l'Università degli Studi di Milano come direttore del laboratorio di giornalismo investigativo e di inchiesta. Attualmente continua a ricoprire l'incarico.
A marzo 2024 diventa docente anche del corso di giornalismo investigativo presso l'Università Insubria di Varese e Como.
Da maggio 2024 diventa docente per l'Ordine dei Giornalisti della Lombardia per il corso di Giornalismo Investigativo.
Da giugno 2024 conduce la rubrica su Rai1 “Unomattina Crime”, spazio interno allo storico programma Rai “Unomattina”. Nella rubrica Politi in veste di conduttore e autore racconta in 12 minuti affiancato da criminologi, magistrati ed esperti, i grandi misteri e casi irrisolti della storia italiana.
Nella stagione estiva 2025 del programma UnoMattina Estate, condotto da Alessandro Greco e Carolina Rey su Rai1, oltre a curare la sua rubrica settimanale di approfondimento crime, è stato nominato ospite fisso in qualità di esperto di cronaca nera di riferimento del programma. In questo ruolo, partecipa quotidianamente in studio con interventi editoriali, analisi investigative e commenti ai principali casi di cronaca italiana.
Ha collaborato inoltre con la testata RaiNews.it, dove ricopre un ruolo di esperto per l’area giudiziaria-investigativa. È anche editorialista web per IlGiornale, diretto da Alessandro Sallusti, dove cura una rubrica settimanale fissa diffusa su tutti i canali social del quotidiano, dedicata sia all’attualità nera sia all’analisi dei misteri e delle incongruenze ancora irrisolte della storia giudiziaria italiana.

## Premi
- 2020 - Premio "Magna Grecia Award" a Castellaneta[37][38]
- 2021 - Premio "Amico del Consumatore"[39] da parte del Codacons
- 2021 - Premio "Approdi d'Autore" a Ischia[40]
- 2022 - Premio Giornalistico "Rossella Minotti"[41]
- 2022 - Premio "Uomini Coraggiosi" a Monza[42]
- 2022 - Premio al lavoro giornalistico[43] dalla "Provincia di Verona"[44]
- 2022 - Premio "231 Award" Giornalismo Etico
- 2022 - Premio "Eccellenza nel Giornalismo" dal Consolato Generale di Romania[45]
- 2023 - Premio "He for She" FIDAPA BPW per meriti giornalistici

Ha ricevuto negli anni a venire numerosi altri riconoscimenti per la sua attività giornalistica, tra i più recenti figura il prestigioso premio Paul Harris Fellow conferitogli da The Rotary International per il suo impegno nella lotta al femminicidio, insieme al magistrato Valerio De Gioia.

## Televisione
- Open Space, Italia 1 (2015)[47]
- Le Iene, Italia 1 (2015-2021)
- Storie italiane, Rai 1 (2021- in corso)
- Storie di Sera, Rai 1 (2023- in corso)
- "Unomattina Crime" rubrica interna Unomattina Estate, Rai1 (2024-in corso)[27]